# Eleonora Cimbro
Eleonora Cimbro (Bollate, 26 febbraio 1978) è una politica italiana, deputata dal 2013 al 2018.

## Biografia
Laureata in lettere classiche, insegnante, è stata membro del Consiglio comunale di Bollate dal 2010.
Nel dicembre 2012 si è candidata alle primarie per la scelta dei candidati parlamentari del PD alle elezioni politiche del 2013, ottenendo 2 372 voti e risultando la nona classificata in provincia di Milano, dietro a Barbara Pollastrini, Lia Quartapelle, Matteo Mauri, Franco Mirabelli, Emanuele Fiano, Francesco Laforgia, Vinicio Peluffo e Paolo Cova. Viene quindi eletta deputata per la XVII legislatura nella circoscrizione Lombardia 1. Alla Camera è stata membro della Commissione Affari esteri, dove era anche capogruppo, e della delegazione presso l'assemblea parlamentare del Consiglio d'Europa.
In Parlamento è attiva nelle battaglie contro l'utero in affitto e per la proposta di legge contro le "classi pollaio".
Nel febbraio 2017 aderisce alla scissione dal PD che dà vita ad Articolo 1 - Movimento Democratico e Progressista. Alle elezioni del 2018, viene candidata al Senato per Liberi e Uguali, nel collegio uninominale di Rozzano, dove risulta quarta con il 2,6% e non viene quindi eletta.
Nel 2019 aderisce alla Lega di Matteo Salvini.